# Kim Jae-hwan (handebolista)
Kim Jae-Hwan (8 de fevereiro de 1966), é um ex-handebolista sul-coreano, medalhista de prata nas Olimpíadas de 1988.
Kim Jae-Hwan ele jogou seis partidas anotando 27 gols